# Club MTV (Reino Unido e Irlanda)
Club MTV, anteriormente MTV Dance, es un canal de televisión por suscripción británico, propiedad de ViacomCBS. Su programación estaba basada en vídeos musicales de electrónica, house y trance.

## Historia
MTV Dance comenzó como un bloque nocturno del ahora difunto MTV Extra.
El 3 de septiembre de 2001, la marca se expandió para convertirse en un canal que transmitiera música independiente a través del sistema de Sky en Irlanda y Reino Unido, e inicialmente se transmitía en conjunto con Nick Jr. que se transmitía todas las noches entre las 19:00 y 6:00. La transmisión en conjunto terminó subsecuentemente; y desde el 13 de agosto de 2002 transmite las 24 horas del día.
El 23 de mayo de 2018, fue renombrado como Club MTV.
El 20 de julio de 2020 finalizaron sus emisiones, junto con las emisiones de MTV Rocks UK, MTV OMG y las señales timeshift de MTV, MTV Music y Comedy Central Extra.

### Expansión al resto de Europa
El 7 de marzo de 2008 el canal inició su expansión por el resto de Europa, cuando MTV Networks Europe reemplazó a MTV Base por la señal de MTV Dance.
Desde el 11 de enero de 2011, MTV Dance se lanzó en Sky Italia reemplazando a MTV Pulse.
En 2014, MTV Dance así como MTV Hits y MTV Rocks iniciaron la transmisión de versiones europeas sin comerciales. Así, se lanzó MTV Hits Europa, MTV Rocks Europa y MTV Dance Europa.
El 21 de mayo de 2019, Viacom International Media Networks anunciaba en un comunicado que dicho canal junto con MTV Rocks y MTV Hits cesarían en su versión del canal por el satélite Astra 19,2E, dejando la posibilidad de verlos a través de otras plataformas de cable o IPTV, o bien visualizarlos por el satélite Thor 0,8 oeste.
El 1 de septiembre de 2019, poco después del mediodía, MTV Dance cesó sus emisiones en el satélite Astra 19,2E.
El 1 de junio de 2020, fue renombrado como Club MTV.

### Expansión en Australia y Nueva Zelanda
VIMN lanzó una versión australiana del canal el 3 de diciembre de 2013 que reemplazó a MTV Hits Australia.

### Expansión en América Latina
MTV Latinoamérica buscó un reemplazo de MTV Jams debido a la baja audiencia que el canal recibía por los televidentes. Al ya contar en América Latina con las señales europeas de MTV Live HD y VH1 Classic, MTV Media Networks Latin America optó por lanzar MTV Dance Europa en la región el 15 de diciembre de 2015.

## Programación
- Club Shuffle
- Reload biggest anthems
- 100 Biggest songs of the 90s 00s 10s
- Wake Me Up!
- Crank It! Club MTV's Big 20
- Double Drop
- 3 / 10 Big Ones
- Brand New Vid!
- Top 10... / Top 20... / Top 50...
- Pre-Party!
- Big Weekend Tunes!
- Hands Up 4...
- Bangerz For Days!
- Double Drop
- ...: Official Top 10
- 100% Party

## Críticas
El canal ha sido duramente criticado por transmitir vídeos de música Dance pop. El canal ha editado muchos videoclips transmitidos acortándolos por tener contenido sexual implícito, también se ha editado el sonido de videoclips con lenguaje vulgar reduciendo el sonido del canto del artista de una manera discreta, lo cual es raro al ser un canal de cable, ya que estos transmiten su contenido sin ningún tipo de censura.

## Historial del logotipo[3]

Logotipo usado hasta mediados de 2007.
Logotipo usado desde 2007 hasta el 1 de marzo de 2010.
Logotipo usado desde el 1 de marzo de 2010 hasta el 30 de junio de 2011.
Logotipo usado desde el 1 de julio de 2011 hasta el 30 de septiembre de 2013.
Logotipo usado desde el 1 de octubre de 2013 hasta el 4 de abril de 2017.
Logotipo usado desde el 5 de abril de 2017 hasta el 23 de mayo de 2018.
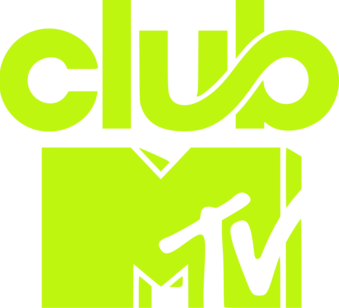
Logotipo usado desde el 24 de mayo de 2018  hasta el 20 de julio de 2020.